# Dangkel
Dangkel is een bestuurslaag in het regentschap Temanggung van de provincie Midden-Java, Indonesië. Dangkel telt 2327 inwoners (volkstelling 2010).